# Destiny (игра)
„Destiny“ е електронна игра, която се очаква в продажба на 9 септември 2014 година. Жанрът е MMO шутър от първо лице. Разработчик е Bungie, а разпространител – Activision. Сделката между двете компании е за период от 10 години. „Destiny“ ще е налична за четири платформи – PlayStation 3, PlayStation 4, Xbox360 и Xbox One. Високопоставени кадри на Activision намекват и за PC версия,  но такава не е обявена официално.

## Геймплей
Геймплеят на Destiny представлява MMO шутър от първо лице. Действието се развива изцяло онлайн, като няма възможност за офлайн игра.
Разработчиците Bungie разграничават Destiny от класическите MMO игри. Те определят Destiny като „шутър със споделен свят“ .
В Destiny са налични три игрални класа – Hunter, Titan и Warlock. Всеки от тях специализира в различни бойни стилове. Класът Hunter използва успешно далекобойни оръжия, но може да се справя и с враговете си от близка дистанция. Класът Warlock владее магически сили, които му помагат в битка. Класът Titan има силни офанзивни и дефанзивни умения, които му помагат съответно да пробива вражеските линии или защитава съюзниците си.
Голям акцент в Destiny се поставя на отборната игра, която ще е водеща част от заглавието. Ендгеймът ще включва трудни подземия, в които отбори от 6 души ще се опитват да победят враговете си и получат големи награди. 

## Сюжет
Destiny включва постапокалиптичен сюжет, в което група герои, наречени The Guardians (Пазителите) защитават последния останал на Земята град. Действието се развива след период на благоденствие, наречен „Златната ера“, последван от мистериозна катастрофа, почти унищожила човечеството.
В Destiny са налични три раси – хора, Awoken и Exo. Ще е възможно създаването на герои с всяка една от тях. Трите раси са изцяло козметични, като изборът на която и да е от тях не влияе на уменията, които виртуалният персонаж притежава.

## Разработка
Destiny е първата игра на студиото Bungie, откакто то се разделя с Microsoft през 2007 година. Като дъщерна компания на Microsoft, Bungie добиват световна популярност с поредицата игри Halo.
Destiny бива представен официално в средата на февруари 2013 година. Играта бива охарактеризирана като „конзолен шутър“, като първоначално са обявени версии за PlayStation 3 и PlayStation 4, а след това за Xbox 360 и Xbox One. Версия за PC не бива обявена.
През юли 2014 година се осъществява публичен бета тест на Destiny за всички платформи – Xbox360, PlayStation 3, Xbox One и PlayStation 4. В него участие взимат над 4.6 милиона души 
1. ↑  Activision намеква за PC версия на Destiny | 13 юни 2014 г.[неработеща препратка]
2. ↑  DESTINY COMING TO PLAYSTATION 4 | 20 февруари 2013 г.
3. ↑  Destiny endgame raids will have six players, no matchmaking | 3 август 2014 година
4. ↑   Над 4.6 милиона души участвали в бетата на Destiny | 30 юли 2014 година, архив на оригинала от 13 август 2014, https://web.archive.org/web/20140813164844/http://hategame.com/%D0%BD%D0%B0%D0%B4-4-6-%D0%BC%D0%B8%D0%BB%D0%B8%D0%BE%D0%BD%D0%B0-%D0%B4%D1%83%D1%88%D0%B8-%D1%83%D1%87%D0%B0%D1%81%D1%82%D0%B2%D0%B0%D0%BB%D0%B8-%D0%B2-%D0%B1%D0%B5%D1%82%D0%B0%D1%82%D0%B0-%D0%BD/, посетен на 13 август 2014